# Gypsy (chanson de Lady Gaga)
Pour les articles homonymes, voir Gypsy.
Pistes de Artpop
Dope
(13) Applause
(15)
Gypsy est une chanson de l'artiste américaine Lady Gaga, extraite de son quatrième album studio Artpop.  Elle est écrite et produite par Gaga avec le DJ français Madeon,  RedOne et DJ White Shadow. La chanson est composée par Madeon après le passage de Gaga en France lors de la tournée The Born This Way Ball. La chanson est décrite par la chanteuse comme étant la plus personnelle de l'album ; précisant qu'elle parle du voyage à travers le monde et de la solitude qui y est associée. C'est une chanson de style europop et électropop, avec des mélanges des années 1980, instrumentalisée au piano accompagnée de guitare. Les paroles parlent des fans comme étant les personnes dont elle se sent le plus proche. Le titre est considéré à tort comme le troisième single de l'album lorsque Interscope Records l'a répertorié sur sa page SoundCloud, réservé aux futures sorties.

## Classement
En Corée du Sud, la chanson débute à la 35e place du Gaon Chart.
| Classement | Pays         | Position | Références |
| ---------- | ------------ | -------- | ---------- |
| GAON       | Corée du Sud | 35       | [ 1 ]      |
| Billboard  | États-Unis   | 26       | [ 2 ]      |